# Paka, Mislinja
Paka je naselje v Občini Mislinja.